# Ponte de Pedra (Estónia)

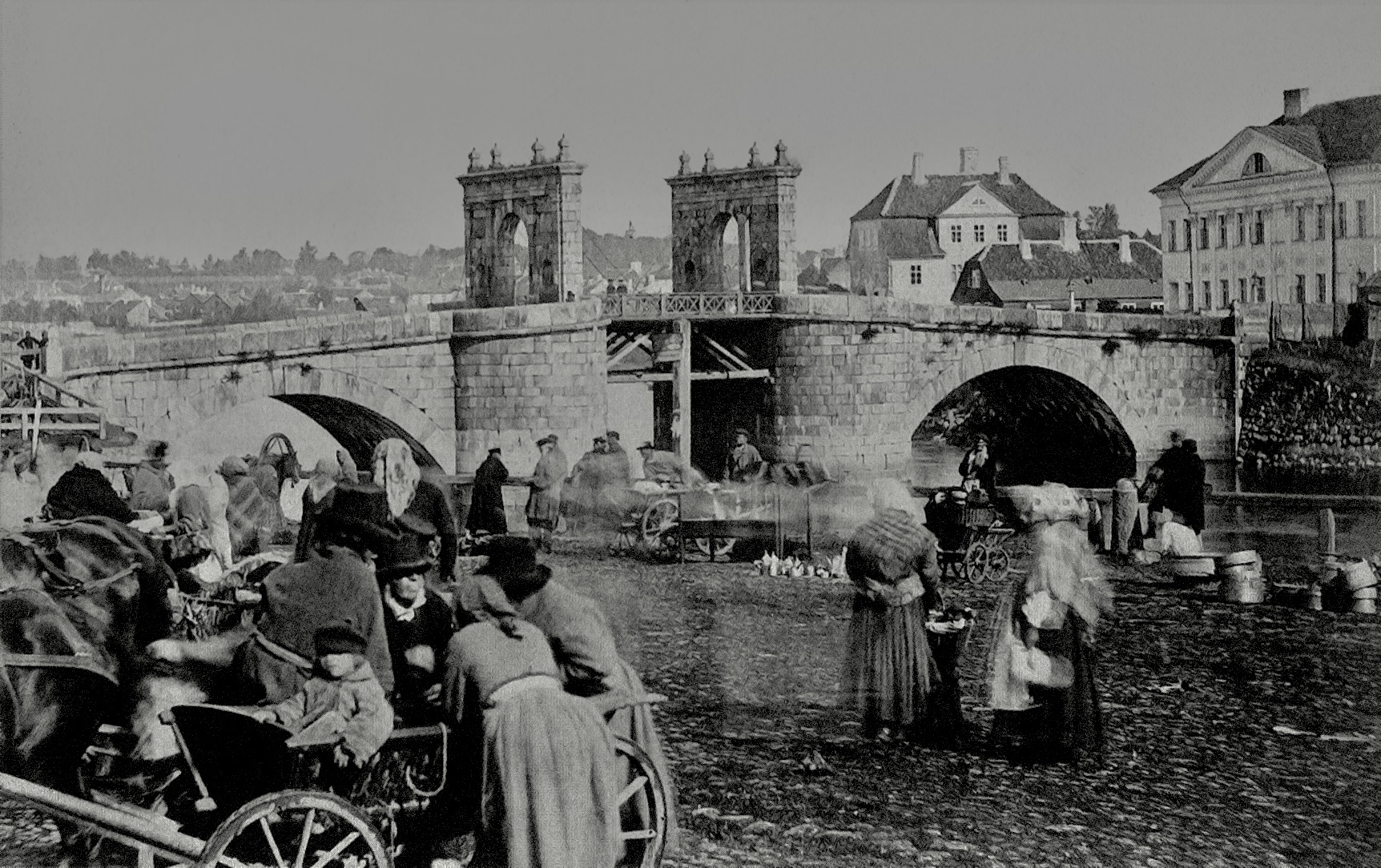
Ponte de Pedra, por volta de 1880

A Ponte de Pedra (em estoniano:  Kivisild) foi uma ponte em Tartu, na Estónia. Hoje em dia, no mesmo local está Kaarsild.
A ponte foi inaugurada a 16 de setembro de 1784 e foi construída por ordem da imperatriz Catarina II da Rússia.
A ponte foi destruída durante a Segunda Guerra Mundial, em 1941.